# Mareuil-sur-Ay
Mareuil-sur-Ay és un municipi francès, situat al departament del Marne i a la regió del Gran Est. L'any 2007 tenia 1.157 habitants.

## Demografia

### Població
El 2007 la població de fet de Mareuil-sur-Ay era de 1.157 persones. Hi havia 479 famílies, de les quals 114 eren unipersonals (65 homes vivint sols i 49 dones vivint soles), 195 parelles sense fills, 154 parelles amb fills i 16 famílies monoparentals amb fills.
La població ha evolucionat segons el següent gràfic:
Habitants censats

### Habitatges
El 2007 hi havia 525 habitatges, 492 eren l'habitatge principal de la família, 9 eren segones residències i 24 estaven desocupats. 468 eren cases i 57 eren apartaments. Dels 492 habitatges principals, 396 estaven ocupats pels seus propietaris, 81 estaven llogats i ocupats pels llogaters i 14 estaven cedits a títol gratuït; 4 tenien una cambra, 13 en tenien dues, 51 en tenien tres, 137 en tenien quatre i 286 en tenien cinc o més. 390 habitatges disposaven pel capbaix d'una plaça de pàrquing. A 208 habitatges hi havia un automòbil i a 241 n'hi havia dos o més.

### Piràmide de població
La piràmide de població per edats i sexe el 2009 era:
| Homes | Edats   | Dones |
| ----- | ------- | ----- |
| 0     | 95 o +  | 0     |
| 0     | 90 a 94 | 4     |
| 0     | 85 a 89 | 4     |
| 12    | 80 a 84 | 16    |
| 28    | 75 a 79 | 28    |
| 16    | 70 a 74 | 16    |
| 28    | 65 a 69 | 28    |
| 28    | 60 a 64 | 36    |
| 44    | 55 a 59 | 24    |
| 36    | 50 a 54 | 64    |
| 56    | 45 a 49 | 56    |
| 48    | 40 a 44 | 56    |
| 48    | 35 a 39 | 24    |
| 24    | 30 a 34 | 20    |
| 64    | 25 a 29 | 48    |
| 36    | 20 a 24 | 44    |
| 52    | 15 a 19 | 52    |
| 24    | 10 a 14 | 40    |
| 16    | 5 a 9   | 20    |
| 16    | 0 a 4   | 20    |

## Economia
El 2007 la població en edat de treballar era de 765 persones, 574 eren actives i 191 eren inactives. De les 574 persones actives 546 estaven ocupades (307 homes i 239 dones) i 28 estaven aturades (11 homes i 17 dones). De les 191 persones inactives 78 estaven jubilades, 59 estaven estudiant i 54 estaven classificades com a «altres inactius».

### Ingressos
El 2009 a Mareuil-sur-Ay hi havia 513 unitats fiscals que integraven 1.236,5 persones, la mediana anual d'ingressos fiscals per persona era de 22.601 €.

### Activitats econòmiques
Dels 52 establiments que hi havia el 2007, 12 eren d'empreses alimentàries, 3 d'empreses de fabricació d'altres productes industrials, 9 d'empreses de construcció, 10 d'empreses de comerç i reparació d'automòbils, 3 d'empreses de transport, 1 d'una empresa d'hostatgeria i restauració, 1 d'una empresa d'informació i comunicació, 3 d'empreses financeres, 4 d'empreses immobiliàries, 3 d'empreses de serveis, 1 d'una entitat de l'administració pública i 2 d'empreses classificades com a «altres activitats de serveis».
Dels 11 establiments de servei als particulars que hi havia el 2009, 1 era una oficina de correu, 1 taller de reparació d'automòbils i de material agrícola, 1 paleta, 2 fusteries, 2 electricistes, 2 empreses de construcció, 1 perruqueria i 1 restaurant.
Dels 4 establiments comercials que hi havia el 2009, 1 era una gran superfície de material de bricolatge, 1 una botiga de més de 120 m², 1 una botiga de menys de 120 m² i 1 una peixateria.
L'any 2000 a Mareuil-sur-Ay hi havia 96 explotacions agrícoles que ocupaven un total de 324 hectàrees.

## Equipaments sanitaris i escolars
L'únic equipament sanitari que hi havia el 2009 era una farmàcia.
El 2009 hi havia 1 escola maternal i 1 escola elemental.

## Poblacions més properes
El següent diagrama mostra les poblacions més properes.